# John Lenin
John Lenin var ett svenskt rockband som existerade mellan 1985 och 1989.

## Historia
Ursprungligen hade de namnet John Lennon. Grundsättningen var Johan Johansson (sång + diverse instrument), Lasse Wennberg alias Favorit-Lars (keyboards) (Johan Johanssons storebror), Peter "Ampull" Sjölander (gitarr), Lasse Bax (bas) och Mats Borg (trummor). Sedermera kom Favorit-Lars att bytas ut mot Papa Mats, och Mats Borg mot ett flertal olika trummisar som kom och gick: Ola Norrman, Sigge Frenzel och Uffe Johansson. 
Bandet turnerade mycket och ansågs vara ett bra liveband. Bandets LP-skiva anses emellertid lida av en maskinell åttiotalsproduktion. Det enda som givits ut med bandet på CD är några låtar på Johan Johanssons samlingsskiva "Sånger ur trähatten" (2001). 
Bandet splittrades efter fyra år, då alla medlemmarna börjat få familj och barn som krävde mer tid, och då det, enligt Johansson, i slutändan ledde till att de tillbringade det mesta av sin arbetstid med att tacka nej till olika spelningar. Man tyckte att det var lika bra att ta en paus. Bandet har gjort åtminstone en inofficiell återföreningsspelning under 2000-talet och gjorde i december 2018 två spelningar tillsammans med Staffan Hellstrands gamla band SH! på Klubb Nalen i Stockholm.

## Medlemmar
Senaste medlemmar
- Johan Johansson - sång, div. instrument
- Lars Engman - bas, ak-bas
- Peter "Ampull" Sjölander - gitarr
- Papa Mats, (Mats Hedén) - keyboard 87-89
- Mats Borg - trummor 85-86, -89

Tidigare medlemmar
- Lars Jonson - bas 85
- Lasse Wennberg - keyboard 85-87
- Ola Norrman - trummor, vibrafon 86-88
- Sigge Frenzel - trummor 88-89
- Uffe Johansson - trummor -89

## Diskografi
Album
- 1987 - Peace for Presidents (MNW 162)

Singlar
- 1986 - Steg / Himlen
- 1987 - Jag är sol / ABC
- 1987 - Vi kommer aldrig fram / Peace for Presidents